# Phelipara pseudomarmorata
Phelipara pseudomarmorata är en skalbaggsart som beskrevs av Stefan von Breuning 1968. Phelipara pseudomarmorata ingår i släktet Phelipara och familjen långhorningar.
Artens utbredningsområde är Laos. Inga underarter finns listade i Catalogue of Life.